# Усадьба Галаганов (Дегтяри)
Усадьба Галаганов в Дегтярях или Усадьба П. Г. Галагана — дворцово-парковый ансамбль, памятник архитектуры национального значения и истории местного значения в Дегтярях. Сейчас здесь размещается Дегтяревский профессиональный аграрный лицей (ранее СПТУ № 32).

## История
Постановлением Совета Министров УССР от 24.08.1963 № 970 «Про упорядочение дела учёта и охраны памятников архитектуры на территории Украинской ССР» («Про впорядкування справи обліку та охорони пам’ятників архітектури на території Української РСР») присвоен статус памятник архитектуры республиканского значения с охранным № 858 под названием Усадебный дом. 
Решением исполкома Черниговского областного совета народных депутатов от 31.05.1971 № 286 дому присвоен статус памятник истории местного значения с охранным № 1785 под названием Усадебный дом, где бывал Т. Г. Шевченко (1845).

## Описание
Усадьба построена в период 1825-1832 годы по заказу Павла Григорьевича Галагана архитектором П. А. Дубровским. Панский дом расположен на высоком левом берегу реки Лысогор, главным западным фасадом в сторону парадного въезда. Восточнее и юго-восточнее от парадного двора — парк (Дегтяревский памятник природы площадью 4,5 га), заложенный по проекту ученого-садовода И. Е. Бистерфельда (1826-1831, работами руководил садовник Редель, с 1834 — Карл Христиани). Южнее парадного двора расположен хозяйственный двор с строениями, далее — церковь с колокольней (1840 года, не сохранилась). 
Главный дом — двухэтажный центральный корпус с двумя 2-этажными флигелями, соединённые с ним дугообразными в плане галереями (переходами). Западный фасад центрального корпуса был с двумя боковыми ризалитами, между которыми на рустованный столбах (первого этажа) стояла колоннада (второго этажа) из 6 колонн тосканского ордера. К восточному фасаду центрального корпуса примыкал полукруглый бельведер, с обеих сторон которого со второго этажа спускались лестницы, которые соединялись на уровне 1-го этажа и вели в парк. 
Тут в 1845 году у помещика Петра Галагана гостевал Т. Г. Шевченко. Будучи на концерте оркестра, где играли крепостные, Тарас Григорьевич обратил внимание на талантливого скрипача — крепостного Артёма, который, возможно, со временем послужил прообразом Тараса Фёдоровича — героя повести «Музыкант». Словами своего героя Т. Г. Шевченко вспоминал Дегтяри: «Паны там бенкетуют, а мужики голодают. Да еще мало того: в селе, кроме корчмы, что ни улица, то и шинок».
В 1876 году Григорий Павлович Галаган передал усадьбу Полтавскому губернскому земству для обустройства учебного заведения. В период 1877-1882 усадьбы была перестроена — центральный корпус стал одноэтажный — архитектором Ф. М. Вержбицким для земского ремесленного училища, которое здесь размещалось в период 1878-1897 годы. Затем использовался как школа-мастерская подготовки мастеров плахтово-переборных изделий, на базе которой в 1926 году была создана художественно-промышленная артель, позже — Дегтяревская фабрика художественных изделий имени 8 Марта. Часть помещения с 1943 года занимали курсы механизаторов. Сейчас в этом и других зданиях усадьбы расположено ПТУ, которое готовит механизаторов сельского хозяйства, мастеров-плодоовощеводов, операторов машинного доения. ПТУ было реорганизовано в Дегтяревский профессиональный аграрный лицей.
В период 1951-1955 годы усадьбу исследовали архитекторы Н. П. Новаковская и Е. Ф. Труш.